# 列支敦士登駐外機構列表

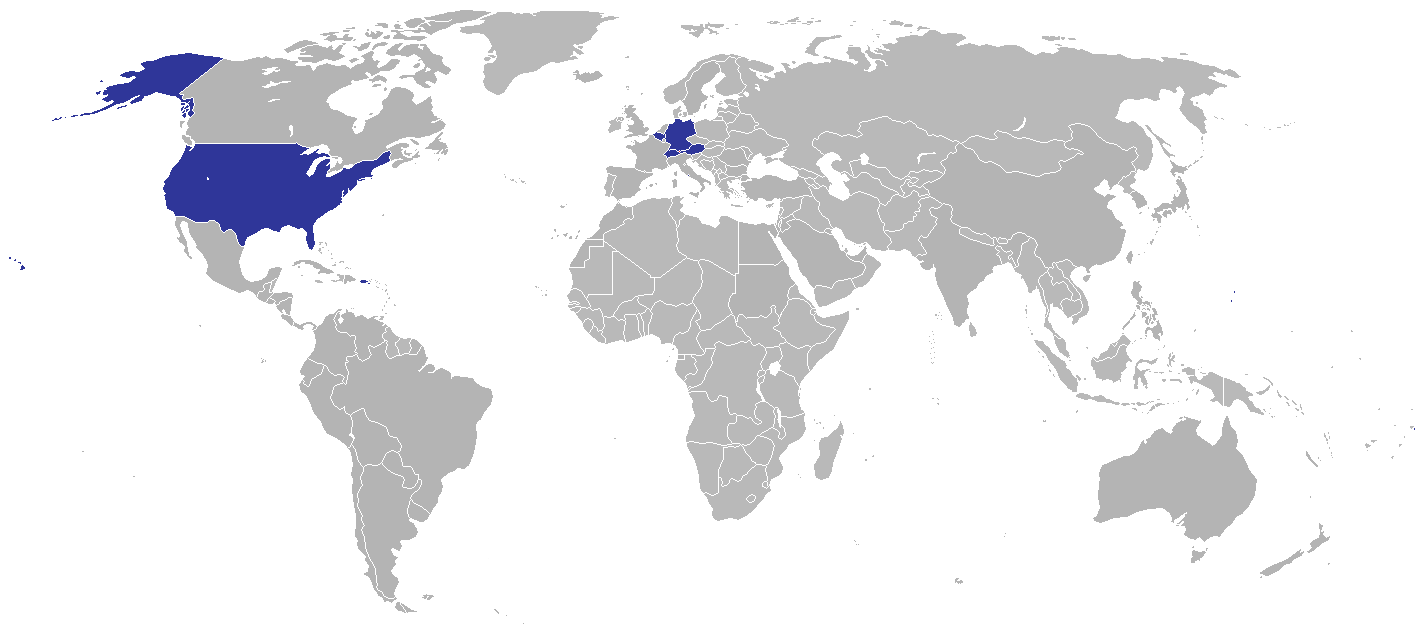
列支敦士登駐外機構分布圖

此為 列支敦士登駐外機構列表，除了榮譽領事館以外，基於該國的面積和人口，列支敦士登公國維持一個非常小、但策略性布置了在歐洲的駐外機構網路，以及在北美洲的一個大使館。在无使馆的国家，瑞士代表列支敦士登在该国的利益。

## 歐洲

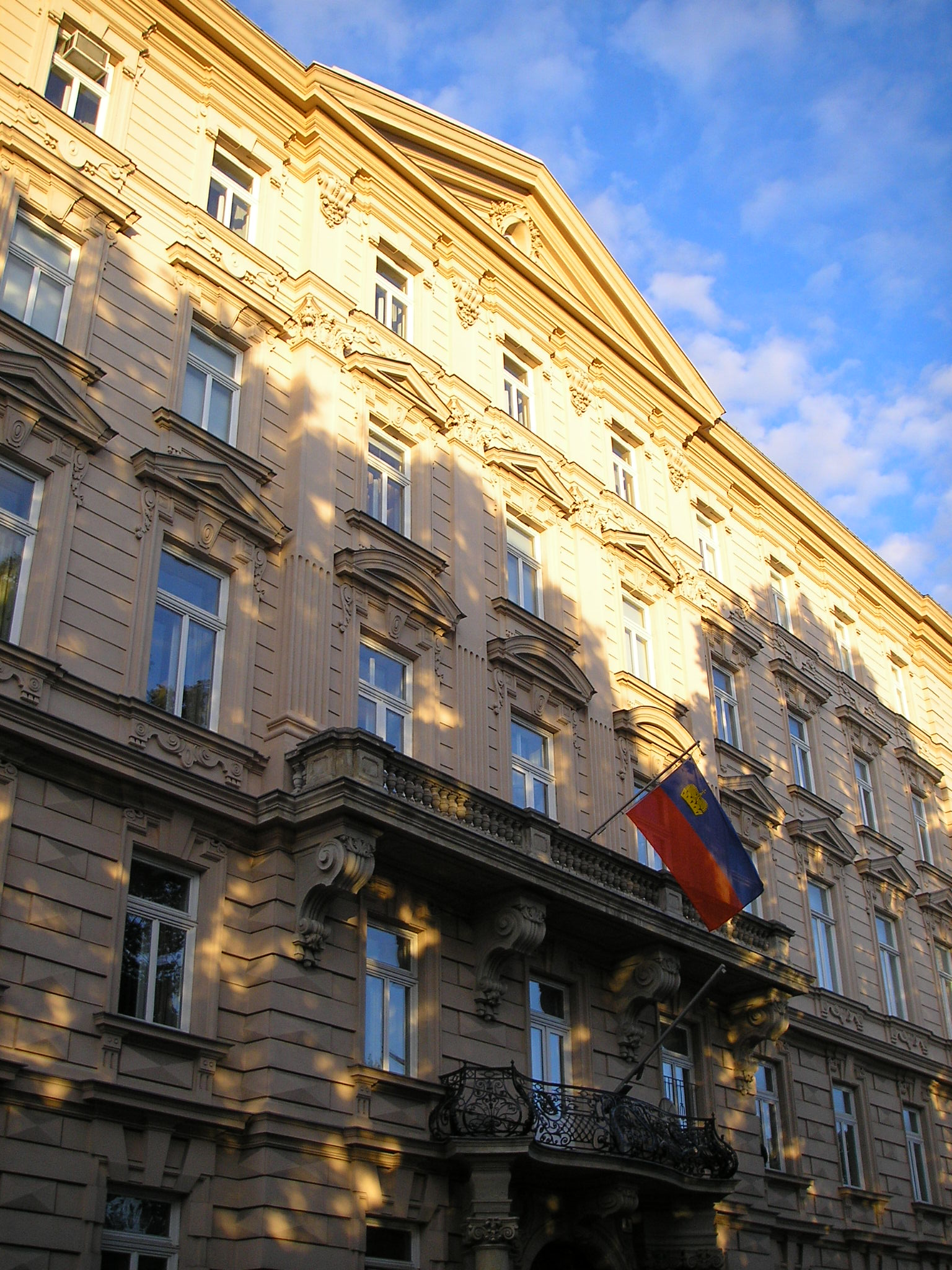
列支敦士登駐奧地利大使館

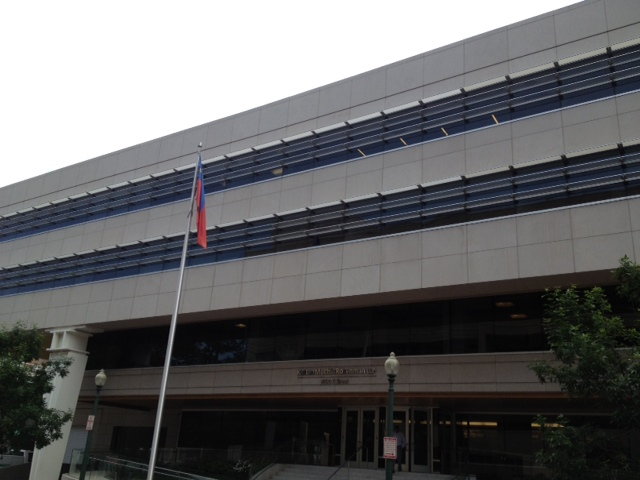
華府的列支敦士登大使館

- 奥地利
  - 維也納（大使館）
- 比利时
  - 布魯塞爾（大使館）
- 德国
  - 柏林（大使館）
- 瑞士
  - 伯恩（大使館）

## 北美
- 美国
  - 華盛頓特區（大使館）

## 國際組織
- 布魯塞爾（歐盟代表團）
- 日內瓦（國際組織代表團）
- 史特拉斯堡（歐洲理事會代表團）
- 紐約（聯合國代表團）

## 外部連結
- 列支敦士登外交部